# Dawit Seyaum
Dawit Seyaum Biratu (* 27. Juli 1996) ist eine äthiopische Leichtathletin, die im Mittel- und Langstreckenlauf an den Start geht und sich auf die 1500-Meter-Distanz spezialisiert hat. Ihre größten Erfolge feierte sie mit dem Gewinn der Silbermedaille über 1500 Meter bei den Hallenweltmeisterschaften 2016 in Portland sowie die Bronzemedaille über 5000 Meter bei den Weltmeisterschaften 2022 in Eugene.

## Sportliche Laufbahn
Erste Erfahrungen bei internationalen Meisterschaften sammelte Dawit Seyaum im Jahr 2013, als sie bei den Jugendweltmeisterschaften in Donezk in 4:15,51 min die Silbermedaille über 1500 Meter gewann. Anschließend siegte sie in 4:09,00 min bei den Juniorenafrikameisterschaften in Réduit. Im Jahr darauf wurde sie beim Adidas Grand Prix in New York in 4:00,66 min Zweite und anschließend siegte sie bei den Juniorenweltmeisterschaften in Eugene in 4:09,86 min. Daraufhin gewann sie bei den Afrikameisterschaften in Marrakesch in 4:10,92 min die Silbermedaille hinter der Kenianerin Hellen Obiri und anschließend wurde sie in 4:07,61 min Dritte beim Continentalcup ebendort hinter der Niederländerin Sifan Hassan und Shannon Rowbury aus den Vereinigten Staaten. 2015 verteidigte sie bei den Juniorenafrikameisterschaften in Addis Abeba in 4:15,94 min ihren Titel und im Mai siegte sie in 4:00,96 min bei der Doha Diamond League. Anschließend wurde sie bei der Golden Gala Pietro Mennea in 3:59,76 min Dritte, wie auch bei den Bislett Games in Oslo in 4:02,90 min. Im August erreichte sie bei den Weltmeisterschaften in Peking das Finale und belegte dort in 4:10,26 min den vierten Platz. Anschließend siegte sie in 4:16,69 min bei den Afrikaspielen in Brazzaville. Im Jahr darauf startete sie bei den Hallenweltmeisterschaften in Portland und gewann dort in 4:05,30 min die Silbermedaille hinter der Niederländerin Sifan Hassan. Mitte Mai wurde sie beim Shanghai Golden Grand Prix in 3:59,87 min Dritte und anschließend gelangte sie beim Prefontaine Classic mit 3:58,10 min auf Rang zwei. Im August erreichte sie bei den Olympischen Sommerspielen in Rio de Janeiro das Finale und klassierte sich dort mit 4:13,14 min auf dem achten Platz.
2017 wurde sie bei der Diamond League Shanghai in 4:00,52 min Zweite und anschließend siegte sie in 4:01,36 min beim Birmingham Müller Grand Prix. Im Jahr darauf schied sie bei den Hallenweltmeisterschaften in Birmingham mit 4:10,20 min im Vorlauf aus. Am 6. November 2021 lief Seyaum 5 km auf der Straße in 14:39 min und stellte damit einen neuen Weltrekord auf. Im Jahr darauf siegte sie in 18:48 min beim Campaccio, einem bedeutenden Crossrennen in Italien. Im März startete sie im 3000-Meter-Lauf bei den Hallenweltmeisterschaften in Belgrad und belegte dort in 8:44,55 min den fünften Platz. Im Mai siegte sie in 14:47,55 min über 5000 Meter beim British Grand Prix in Birmingham und anschließend siegte sie in 14:25,84 min auch bei den Bislett Games. Im Juli erreichte sie bei den Weltmeisterschaften in Eugene das Finale im 5000-Meter-Lauf und gewann dort in 14:47,36 min die Bronzemedaille hinter ihrer Landsfrau Gudaf Tsegay und Beatrice Chebet aus Kenia.

## Persönliche Bestzeiten
- 1500 Meter: 3:58,09 min, 27. August 2016 in Paris
  - 1500 Meter (Halle): 4:00,28 min, 28. Februar 2016 in Boston
  - 2000 Meter (Halle): 5:35,46 min, 7. Februar 2015 in Boston (U20-Weltbestleistung)
  - 3000 Meter (Halle): 8:23,24 min, 17. Februar 2022 in Liévin
- 5000 Meter: 14:25,84 min, 16. Juni 2022 in Oslo
- 5-km-Straßenlauf: 14:39 min, 6. November 2021 in Lille
- 10-km-Straßenlauf: 31:25 min, 3. Oktober 2021 in Genf
- Halbmarathon: 1:07:52 h, 12. Dezember 2021 in Manama